# Kyūshū
 (juin 2025).
La mise en forme du texte ne suit pas les recommandations de Wikipédia : il faut le « wikifier ».
Les points d'amélioration suivants sont les cas les plus fréquents. Le détail des points à revoir est peut-être précisé sur la page de discussion.
- Les titres sont pré-formatés par le logiciel. Ils ne sont ni en capitales, ni en gras.
- Le texte ne doit pas être écrit en capitales (les noms de famille non plus), ni en gras, ni en italique, ni en « petit »…
- Le gras n'est utilisé que pour surligner le titre de l'article dans l'introduction, une seule fois.
- L'italique est rarement utilisé : mots en langue étrangère, titres d'œuvres, noms de bateaux, etc.
- Les citations ne sont pas en italique mais en corps de texte normal. Elles sont entourées par des guillemets français : « et ».
- Les listes à puces sont à éviter, des paragraphes rédigés étant largement préférés. Les tableaux sont à réserver à la présentation de données structurées (résultats, etc.).
- Les appels de note de bas de page (petits chiffres en exposant, introduits par l'outil «  Source ») sont à placer entre la fin de phrase et le point final[comme ça].
- Les liens internes (vers d'autres articles de Wikipédia) sont à choisir avec parcimonie. Créez des liens vers des articles approfondissant le sujet. Les termes génériques sans rapport avec le sujet sont à éviter, ainsi que les répétitions de liens vers un même terme.
- Les liens externes sont à placer uniquement dans une section « Liens externes », à la fin de l'article. Ces liens sont à choisir avec parcimonie suivant les règles définies. Si un lien sert de source à l'article, son insertion dans le texte est à faire par les notes de bas de page.
- La présentation des références doit suivre les conventions bibliographiques. Il est recommandé d'utiliser les modèles {{Ouvrage}}, {{Chapitre}}, {{Article}}, {{Lien web}} et/ou {{Bibliographie}}. Le mode d'édition visuel peut mettre en forme automatiquement les références.
- Insérer une infobox (cadre d'informations à droite) n'est pas obligatoire pour parachever la mise en page.

Pour une aide détaillée, merci de consulter Aide:Wikification.
Si vous pensez que ces points ont été résolus, vous pouvez retirer ce bandeau et améliorer la mise en forme d'un autre article.
Kyūshū (九州) ou Kiou-Siou, /kʲɯꜜːɕɯ/ , est la plus méridionale des quatre îles principales du Japon, la troisième par sa taille. Située en mer de Chine orientale, elle est aussi baignée par la mer des Philippines à l'est, par la mer du Japon au nord-est et par la mer intérieure de Seto au nord. Elle est considérée comme le lieu de naissance de la civilisation japonaise.
Le nom signifie « neuf » (九) « provinces » (州) et évoque les anciennes provinces existant avant la création des préfectures actuelles en 1871 : Chikuzen, Chikugo, Hizen, Higo, Buzen, Bungo, Hyūga, Satsuma et Ōsumi.

## Histoire
Dans l'Antiquité, elle était nommée « tsukushi no shima » (筑紫島 / 筑紫洲), notamment dans le Kojiki et le Nihon shoki.
Au cours de son histoire, cette île a été fortement influencée par des civilisations étrangères, notamment celles des Ryūkyū et de la Corée. Par exemple, la région autour de Hirado (平戸) a longtemps servi de lieu de rencontre entre marchands et pirates.
Comparée à Honshū (本州), cette région conserve des éléments culturels plus méridionaux ainsi que des traits anciens typiquement japonais. Ainsi, une culture légèrement différente de celle du reste du Japon s’est développée ici au fil de l’histoire comme avec le dialecte de Nagasaki parlé dans la préfecture homonyme.
Dès l’époque Jōmon (縄文時代), de nombreuses populations vivaient déjà sur l’île de Kyūshū, comme en témoignent les nombreux sites archéologiques datant de cette période qui y subsistent.
Dans l’Antiquité, Kyūshū occupait une position centrale au Japon. Durant l’époque Yayoi (弥生時代), plusieurs royaumes se sont établis : Nakoku (奴国) dans l’actuelle ville de Fukuoka,Itokoku (伊都国) dans la région de Itoshima, et d’autres entités telles que les Hayato (隼人) et les Kumaso (熊襲) dans le sud de Kyūshū. Cette période est caractérisée par la coexistence de nombreux petits royaumes rivaux.
Vers la fin de l’époque Yayoi, il est supposé que le royaume de Yamataikoku (邪馬台国), dirigé par la reine Himiko (卑弥呼), aurait émergé dans la région de la plaine de Chikugo. Cependant, l’emplacement exact de ce royaume reste aujourd’hui encore un sujet de débat entre chercheurs.
Ces dernières années, plusieurs études ont été publiées suggérant l'existence possible d'une dynastie indépendante dans l'antique Kyūshū, ce qui a suscité un débat académique actif.
Même après que le centre politique du Japon se soit déplacé vers la région du Kansai durant l’époque Kofun (古墳時代), Kyūshū a vu l’érection de nombreux kofun (古墳, tumuli funéraires), ce qui indique la présence de nombreux clans puissants et culturellement distincts dans la région.
Vers l’époque de Nara (奈良時代), un centre administratif appelé Dazaifu (太宰府) fut établi dans l’actuelle ville de Dazaifu, dans la préfecture de Fukuoka (福岡県太宰府市). Ce centre avait pour fonction de superviser les affaires politiques, diplomatiques et militaires de Kyūshū.
Aujourd’hui encore, les vestiges de l’ancienne chancellerie sont visibles à Dazaifu. Le sanctuaire Dazaifu Tenman-gū (太宰府天満宮), situé dans la même ville, est l’une des destinations touristiques les plus célèbres du Japon.
En 1019, le Nord de l'île est attaqué par des Jürchens-Mandchous : invasion Toi.
En 1274 et en 1281, l’Empire mongol lança deux expéditions militaires contre la baie de Hakata, près de Fukuoka, mais fut repoussé à chaque fois (connues sous le nom de invasions mongoles ou Genkō, 元寇). Aujourd’hui encore, des vestiges des fortifications de défense construites à cette époque subsistent dans la ville de Fukuoka et peuvent être visités,.
Pendant l’époque Sengoku (戦国時代), le clan Shimazu (島津氏) de Satsuma (薩摩), dans le sud de Kyūshū, gagna en puissance et parvint un temps à unifier l’ensemble de l’île. Le domaine de Shimazu ou han de Satsuma (薩摩藩) était connu pour son système d’éducation militaire et morale rigoureux, ce qui lui valut le surnom de « Sparte de l’Orient »,.
Cependant, cette domination fut interrompue par la campagne de Kyūshū lancée par Toyotomi Hideyoshi (豊臣秀吉), qui parvint à unifier tout le Japon.
Sous le système féodal des Tokugawa (徳川), instauré durant l’époque d’Edo, Kyūshū fut divisée en plusieurs provinces : Chikuzen, Chikugo, Hizen, Higo, Buzen, Bungo, Hyūga, Ōsumi et Satsuma. De nombreux domaines (han) y furent établis, tels que le han de Satsuma, le han de Kuroda (黒田藩) à Fukuoka, et le han de Kumamoto (熊本藩).
Même durant l’époque d’Edo, le han de Satsuma à Kagoshima resta politiquement actif, opérant presque comme un État quasi indépendant. Par l’annexion du royaume des Ryūkyū (Okinawa), les échanges commerciaux et les mouvements de population entre Kyūshū et les îles Ryūkyū se sont intensifiés, entraînant une forte influence culturelle ryukyienne dans la région.
Au XVIe siècle Des missionnaires catholiques et des marchands sont arrivés d'Europe et ont mené des activités missionnaires à Nagasaki. Pendant un certain temps, une communauté chrétienne s'est établie dans la région. Cependant, à mesure que la période Sengoku touchait à sa fin et que le Japon entrait dans une phase de stabilité politique, les missionnaires furent progressivement contraints de quitter le pays. Sous la politique de sakoku (鎖国) instaurée par le shogunat Tokugawa durant l’époque d’Edo, le christianisme fut complètement interdit. Aujourd’hui, son influence est à peine visible au Japon,,.
Le décret de fermeture du pays (sakoku) promulgué en 1635 interdisait non seulement le christianisme et la sortie des Japonais du territoire, mais également le commerce extérieur. Sur l’île artificielle de Dejima (出島), dans la baie de Nagasaki, seuls certains marchands de la Compagnie néerlandaise des Indes orientales (オランダ東インド会社) et les commerçants chinois étaient autorisés à commercer. Dans le quartier des résidences chinoises (Tōjin yashiki, 唐人屋敷) à l’intérieur de la ville, seuls les Chinois pouvaient effectuer des échanges commerciaux.
Aujourd’hui encore, Nagasaki est connue dans tout le Japon comme un port de commerce international. On y trouve notamment des produits comme le castella (カステラ), un gâteau qui illustre la fusion entre la pâtisserie japonaise et occidentale.
À partir de l’époque Shōwa (昭和), la ville de Kokura prospéra grâce à l’industrie sidérurgique et minière. Après la guerre, Fukuoka, historiquement une ville commerçante, devint de plus en plus influente. Vers la fin de l’ère Shōwa, Fukuoka s’était affirmée comme la principale métropole de Kyūshū, et elle est aujourd’hui l’une des grandes villes économiques du Japon, connue pour son dynamisme et son attractivité.
Aujourd’hui, Kyūshū  joue un rôle essentiel dans le Japon moderne en tant que centre dynamique sur les plans économique, industriel, culturel et touristique. Grâce à sa position géographique proche du continent asiatique, elle continue d’être une région clé pour les échanges internationaux. Combinant traditions anciennes et innovation, Kyūshū représente un lien vivant entre l’histoire du Japon et son avenir.

## Géographie
L'île est montagneuse et possède le plus vaste volcan actif du Japon, le mont Aso, qui culmine à 1 592 m.
La ville principale de l'île est Fukuoka qui possède un port et un centre important d'industries lourdes, Kitakyūshū et Ōmuta sont aussi des centres industriels. Cependant, Nagasaki est le plus grand port de l'île. À Kyūshū se situe aussi le Centre spatial de Tanega-shima (JAXA) qui est le plus grand des deux centres spatiaux du Japon.
Kyushu est particulièrement intéressante pour ses ressources naturelles : les volcans de Sakurajima tout au sud de l'île ou le mont Aso au centre, l'une des plus grandes caldeiras du monde. La ville de Beppu sur la côte est de l'île est connue pour ses bains chauds de source volcanique. La presqu'île d'Aoshima, entourée de rochers découpés en strates, est une curiosité naturelle étonnante tout au sud de l'île.

## Découpage administratif

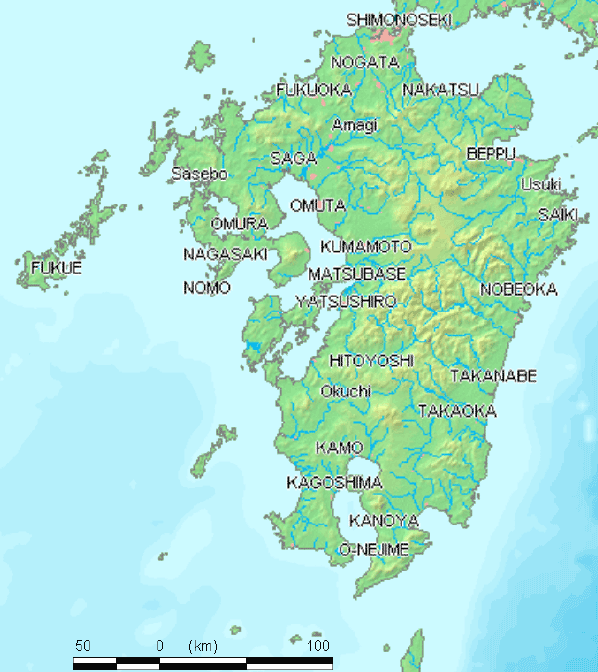
Carte de l'île.

Kyūshū est composée de huit préfectures, dont sept sur l'île elle-même:
- Fukuoka
- Kagoshima, à laquelle est rattaché l'archipel Satsunan,
- Kumamoto
- Miyazaki
- Nagasaki
- Ōita
- Saga

- et Okinawa, correspondant à l'archipel Ryūkyū (au sens strict).

## Économie
Kyūshū a un climat subtropical. Les productions principales sont le riz, le thé, le tabac, les patates douces et le soja, sans oublier la soie. C'est d'ici que la culture du riz, venue de la péninsule coréenne, aurait été introduite dans l'archipel dix siècles avant notre ère[réf. nécessaire]. L'île possède, aussi, deux types de porcelaine renommées : Satsuma et Imari. Et le tourisme est aussi très présent sur l'île (écotourisme, tourisme culturel...). 
Quant à l'industrie, principalement automobile, elle se concentre au nord de l'île, autour des villes de Fukuoka, Kitakyushu, Nagasaki, et Oita.

## Culture

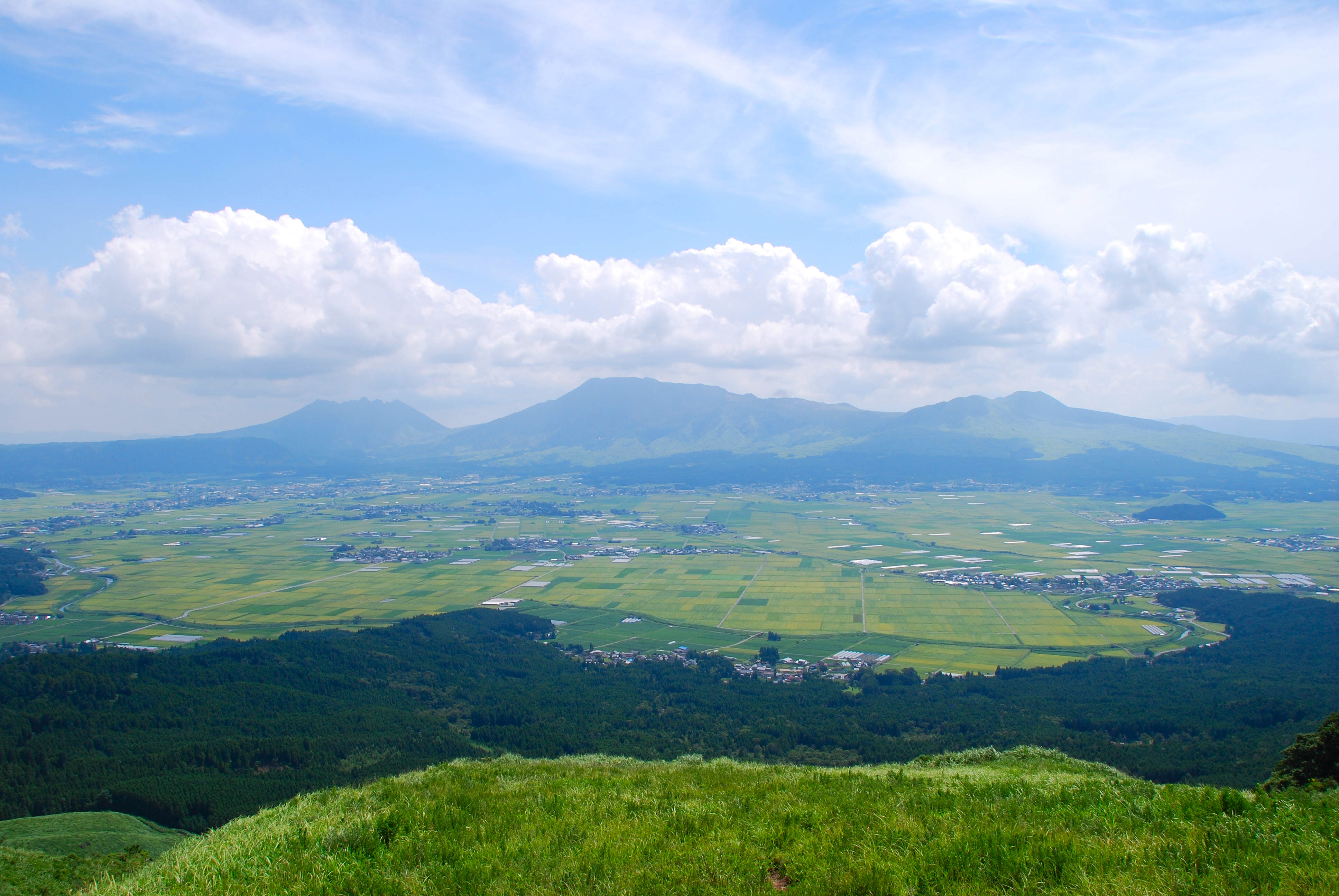
Aso, préfecture de Kumamoto

Kyushu a maintenu, de l’Antiquité jusqu’à aujourd’hui, les liens économiques et culturels les plus étroits avec Okinawa (Ryukyu). Des traces de la culture okinawaïenne sont visibles dans diverses régions de Kyushu, et l’inverse est également vrai. Les échelles musicales d’Okinawa se retrouvent fréquemment dans les chants folkloriques locaux, et de nombreuses similitudes existent aussi dans la cuisine et la langue,.

### Population
Les habitants de Kyushu sont réputés pour leur caractère relativement conservateur au sein du Japon. Les hommes originaires de cette région sont souvent qualifiés de "Kyushu danji"(九州男児), une expression qui évoque une image de force et d’autorité masculine traditionnelle.
Ce terme, selon certaines sources, remonterait à l’Antiquité et aurait été utilisé pour encourager et motiver les soldats. Être originaire de Kyushu est une source de grande fierté pour ses habitants.
Grâce à cet esprit culturel enraciné, Kyushu a su préserver jusqu’à aujourd’hui une tradition riche et unique.

### Cuisine
La cuisine de Kyushu se caractérise principalement par l’utilisation d’ingrédients frais, favorisés par une géographie entourée par la mer et une nature abondante. Elle se distingue également par ses assaisonnements uniques, comme la sauce soja sucrée (shōyu) typique de Kyushu et le miso d’orge (mugi miso), différents de ceux utilisés sur Honshu.
Chaque région possède ses propres spécialités culinaires : les plats à base de fruits de mer sont dominants dans le nord, tandis que dans le sud, ce sont les plats à base de viande qui sont plus répandus.
- Fukuoka : Hakata rāmen (博多ラーメン), gameni (がめ煮), motsunabe (もつ鍋), kashiwa-meshi (かしわ飯), okyūto (おきゅうと)
- Saga : warasubo (ワラスボ), noppe jiru (のっぺ汁), funanko-gui (ふなんこぐい)
- Nagasaki : Nagasaki champon (長崎ちゃんぽん), sara udon (皿うどん), rokube (ろくべえ), Ōmura-zushi (大村寿司)
- Ōita : dango jiru (だんご汁), ami-meshi (あみめし), kirasu-meshi (きらすまめし), toriten (とり天), hōchō (鮑腸)
- Kumamoto : Nankan-agemaki-zushi (南関あげ巻き寿司), takana-zuke (高菜漬け), karashi renkon (からし蓮根), dago jiru (だご汁)
- Miyazaki : nishime (煮しめ), chicken nanban (鶏南蛮), na-dōfu (菜豆腐), hiyajiru (冷や汁), hie-zushi (稗ずーしー)
- Kagoshima : keihan (鶏飯), abura-zōmen (油ゾーメン), satsuma-sumoji (さつますもじ), buri-daikon (ぶり大根), gane (がね)
- Okinawa : goyā champurū (ごーやーちゃんぷるー), Okinawa soba (沖縄そば), rafutē (らふてー), kufājiushi (くふぁじゅーしー)

### Instruments de musique
Kyushu possède un instrument de musique traditionnel unique appelé gottan (ゴッタン).
Cet instrument à cordes est considéré comme un intermédiaire entre le sanshin d’Okinawa et le shamisen du Japon continental. Le gottan est souvent décrit comme une expression de l’âme du peuple de Kyushu.

## Transport

### Rail
La compagnie JR Kyushu est la principale compagnie ferroviaire de l'île.
Le Shinkansen Kyūshū traverse l'île dans un sens nord-sud de Fukuoka à Kagoshima et le Shinkansen Sanyō s'arrête à Kitakyushu et Fukuoka (le terminus de cette ligne). Depuis september 2022, la ligne Shinkansen Nishi Kyūshū entre Nagasaki et Takeo-Onsen a également ouverte.
Les tunnels de Kanmon (avec le pont homonyme) relient Kyūshū à Honshū par différents moyens de transport (train, voiture, vélo...)

### Avion
Kyūshū est desservie par des vols en provenance des grandes villes japonaises (Tōkyō, Sapporo...), de l'Asie (Séoul, Pekin, Singapour...) et de l'Europe (Amsterdam).
L'aéroport de Fukuoka est le plus important de Kyūshū.

### Bateau
Plusieurs lignes de ferry quotidiennes desservent des ports du nord et du sud de Kyushu, que ce soit au départ de Shikoku ou de Honshu depuis Tokyo, Osaka et Kobe. Par exemple un trajet de Osaka à Beppu prendra une nuit complète en passant par la mer intérieure du Japon.